# جين ديربي
جين ديربي (اسمها الأصلي جانيت فليمنغ بار؛ 17 مايو 1895 - 7 أغسطس 1965)  كانت مصممة أزياء أمريكية.  

## السيرة الذاتية
ولدت جانيت فليمنغ بار في روكي ماونت بولاية فرجينيا عام 1895. عملت في البداية مصممة متدربة قبل أن تبدأ عملها الخاص عام 1936 في نيويورك. ثم افتتحت لاحقًا شركة جين ديربي عام 1938، والتي أدارتها باستمرار حتى وفاتها عام 1965 (باستثناء فترة الحرب العالمية الثانية ). كانت واحدة من أوائل مصممي الأزياء الذين عرضوا الفستان القصير المخصص لحفلات العشاء. في عام 1951 حصلت على جائزة ويني إحدى جوائز نقاد الموضة الأمريكيين من كوتي.
تزوجت جين من آرثر لورانس ديربي من عام 1915 حتى وفاته في عام 1961، وفي ديسمبر 1964 تزوجت مرة أخرى من روس كوثبرت (1892-1970)، لاعب هوكي الجليد الأولمبي السابق والمقدم المتقاعد في الجيش البريطاني.  من أبنائها آرثر (1916-1944)، الذي قُتل في الحرب العالمية الثانية.
توفيت ديربي في برمودا في أغسطس 1965، عن عمر ناهز 70 عامًا.  ثم تولى أوسكار دي لا رينتا إدارة شركتها، بعد أن عمل هناك قبل وفاتها.  